# 照合
| ウィキペディアには「照合」という見出しの百科事典記事はありません（タイトルに「照合」を含むページの一覧/「照合」で始まるページの一覧）。 代わりにウィクショナリーのページ「照合」が役に立つかもしれません。 |